# فیولا شالا
فیولا شالا (آلبانیایی: Fjolla Shala؛ زادهٔ ۲۰ مارس ۱۹۹۳) بازیکن فوتبال اهل کوزوو است.
وی همچنین در تیم‌های ملی فوتبال کوزوو بازی کرده‌است.